# Cosima Coppola
Cosima Coppola (n. 17 octombrie 1983, Taranto) este o balerină și actriță italiană.

## Date biografice
Ea crește în micul sat de Fragagnano . Ca și copil a început să studieze dansul clasic, la vârsta de 18 ani s-a mutat la Roma, și apoi face debutul ca dansatoare la Salone Margherita, sub conducerea artistică a regizorului Pier Francesco Pingitore.
În 2003 el a început să studieze actoria. După care a jucat, printre altele în seriale de televiziune.
În iarna anului 2007 a jucat la Teatrul Parioli. În același an a jucat rolul Elvirei în miniseria Donne sbagliate  în care ea joacă rolul ca tânără femeie care are visul de a deschide un restaurant.

## Teatru
- Odio il rosso di Antonio Giuliani (2007) - Teatro Parioli

## Filme
- Wog Boy 2: Kings of Mykonos, regia di Peter Andrikidis (2010) - Ruolo: Enza

## Televiziune
- Un posto al sole, registi vari - Soap opera - Rai Tre
- Empire, registi vari - Miniserie TV - ABC (2005)
- Carabinieri 4, regia di Raffaele Mertes - Serie TV - Canale 5 (2005)
- L'onore e il rispetto, regia di Salvatore Samperi - Miniserie TV - Canale 5 (2006) - Ruolo: Melina
- Donne sbagliate, regia di Monica Vullo - Miniserie TV - Canale 5 (2007) - Ruolo: Elvira Conte
- Io ti assolvo, regia di Monica Vullo - Film TV - Canale 5 (2008) - Ruolo: Matilde Visciano / Carla Visciano
- Il sangue e la rosa, regia di Salvatore Samperi, Luigi Parisi e Luciano Odorisio - Miniserie TV - Canale 5 (2008) - Ruolo: Adelasia
- L'onore e il rispetto - Parte seconda, regia di Salvatore Samperi e Luigi Parisi (2009)
- Il falco e la colomba, regia di Giorgio Serafini - Miniserie TV - Canale 5 (2009) - Ruolo: Elena
- Viso d'angelo, regia di Eros Puglielli (2011)
- L'onore e il rispetto - Parte terza, regia di Luigi Parisi e Alessio Inturri (2012)
- Rudy Valentino: la leggenda, regia Alessio Inturri- Ruolo: Betty
- Furore, regia Alessio Inturri -Serie TV- Canale 5